# モノクローム・セット
モノクローム・セット（The Monochrome set）は、イギリスのロック、ニュー・ウェイヴ・バンド。1979年に、ロンドンのインディーズ・レーベル、ラフ・トレードからデビューした。

## 概要
旧世代を否定する空気であった1970年代後半のパンク・ロック・ムーブメントの時代にも、英国ポップスの伝統を受け継ぎ、ねじれたセンスで軽妙洒脱な楽曲群を生んだ。後にネオ・アコースティックやギターポップの元祖の一つとして位置付けられるようになるが、サイケ、映画サントラ、エスニック（リーダーのビドはインドとアメリカのハーフ）など、様々なジャンルを吸収した一筋縄ではいかないロック・サウンドを展開している。
アンディ・ウォーホルは彼等のスタイルについて「ザ・ベンチャーズとヴェルヴェット・アンダーグラウンドを足して2で割った様」だと評した。また、「Monochrome set」とは白黒テレビを意味する。

## 歴史
結成は1978年であり、紆余曲折を経て1979年に以下のメンバーに至った。B-サイズ（後のアダム&ジ・アンツ）に在籍していたビド（Bid、ボーカル）、レスター・スクエア（Lester Square、ギター）、アンディ・ウォーレン（Andy Warren、ベース）の3人と、元アート・アタックスのJ.D.ヘイニー（J.D. Haney、ドラム）が初期（最盛期）の主なメンバーであり、さらに実験映像作家だったトニー・ポッツ（Tony Potts）がライブでのライティングやステージ演出の担当として加わった。
1979年に、3枚のシングルを立て続けにリリース。1980年には、ヴァージン・レコード系のディン・ディスクから、ボブ・サージェントによるプロデュースでファースト・アルバム『ストレンジ・ブティック』を発表し、全英アルバムチャートの62位を記録した。さらに、続くセカンド・アルバム『ラヴ・ゾンビーズ』は、アルヴィン・クラークとバンドにより同年後半にプロデュースされた。ヘイニーが1981年にバンドを脱退し、レキシントン・クレインに交代した。
1982年、バンドはチェリー・レッド・レコードにレーベルを替えて、ティム・ハートによるプロデュースでサード・アルバム『エリジブル・バチュラーズ (独身貴族)』をリリースした。スクエアとクレインが直後に脱退し、キーボードのキャリー・ブースとドラマーのニコラス・ヴェロソウスキーに交代した。このラインナップは、ブースが新リード・ギタリストのジェイムス・フォスター（後にデヴィッド・デヴァント・アンド・ヒズ・スピリット・ワイフ）に立て続けに代わる前、チェリー・レッドのために1982年のシングル「Cast a Long Shadow」を録音した。
1983年、チェリー・レッドは、初期のラフ・トレードでのシングルや、BBCやキャピタルでのラジオ・セッション、未発表の初期セッションを含む回顧録『ヴォリューム、コントラスト、ブリリアンス』をリリースした。
1985年、「Cast a Long Shadow」録音時と同じメンバーで、ワーナー・ブラザース傘下のブランコ・イ・ネグロのためにアルバム『ザ・ロスト・ウィークエンド』を録音した。しかし、このアルバムは商業的に失敗し、数枚のシングルを経て、レーベルの閉鎖とともに、バンドは公式に解散。結果的に、彼らの所属レーベルは、ラフ・トレード、ディン・ディスク、プレ、チェリー・レッド、ブランコ・イ・ネグロを転々とした形となった。
解散後、ビドはソロ活動を行いザ・ラジ・カルテット (The Raj Quartet)名義でシングルをリリースした。レスター・スクエアはジーザス・クドゥント・ドラム (Jesus Couldn't Drum)のアルバム『Good Morning Mr. Square』に参加したり、インヴィジブル(The Invisible) を結成した。メンバーだった数名はウッド・ビィ・グッズ(Would-Be-Goods) のデビュー・アルバムでバックを務めた。
1990年には再結成し、初来日（1990年7月）も果たした。その後、再来日もしている（川崎チッタでは丁度、節分の時期であったことから、麦わら帽子をかぶったスクエアがステージで豆まきをおこなった）。1998年まで活動し、二度目の解散。2008年に再々結成し、三度目の活動を続けている。

## ディスコグラフィ

### スタジオ・アルバム
- 『ストレンジ・ブティック』 - Strange Boutique (1980年、Dindisc)
- 『ラヴ・ゾンビーズ』 - Love Zombies (1980年、Dindisc)
- 『エリジブル・バチュラーズ (独身貴族)』 - Eligible Bachelors (1982年、Cherry Red) ※旧邦題『カラフル・モノトーン』
- 『ザ・ロスト・ウィークエンド』 - The Lost Weekend (1985年、Blanco y Negro)
- 『ダンテズ・カジノ』 - Dante's Casino (1990年、Vinyl Japan)
- 『ジャック』 - Jack (1991年、Honeymoon)
- 『シャレード』 - Charade (1993年、Cherry Red)
- 『ミザーレ』 - Misère (1994年、Cherry Red)
- 『トリニティ・ロード』 - Trinity Road (1995年、Cherry Red)
- 『プラチナム・コイルズ』 - Platinum Coils (2012年、Disquo Bleu)
- 『スーパー・プラスティック・シティ』 - Super Plastic City (2013年、Tapete)
- 『スペーシズ・エヴリホエア』 - Spaces Everywhere (2015年、Tapete)
- 『コスモノート』 - Cosmonaut (2016年、Tapete)
- 『メイジーワールド』 - Maisieworld (2018年、Tapete)
- 『ファビュラ・メンダークス』 - Fabula Mendax (2019年、Tapete)
- 『オールハロータイド』 - Allhallowtide (2022年、Tapete)

### ライブ・アルバム
- Fin (1986年、Él)
- 『ライヴ』 - Live (1993年、Code 90)
- 『ライヴ・イン・ミネアポリス 1979』 - M-80 (2013年、Wienerworld Presentation)

### コンピレーション・アルバム
- 『ヴォリューム、コントラスト、ブリリアンス』 - Volume, Contrast, Brilliance... (Sessions & Singles Vol. 1) (1983年、Cherry Red)
- Colour Transmission (1988年、Virgin) ※『ストレンジ・ブティック』『ラヴ・ゾンビーズ』の2in1
- 『ウェストミンスター・アフェアー』 - Westminster Affair – Bande Originale du Film (1988年、Él)
- 『ホワット・ア・ホッパー』 - What a Whopper! (1992年、Richmond)
- 『ブラック・アンド・ホワイト・ミンストレルズ』 - Black & White Minstrels 1975–1979 (1995年、Recall)
- Compendium 75–95 – A History 1979–95 (1996年、Cherry Red)
- Chaps (1997年、Polydor)
- 『インディーズ・シングル・コレクション』 - The Independent Singles Collection (2008年、Cherry Red)
- He's Frank... We're the Monochrome Set (2009年、Cherry Red)
- Early Recordings: 1975–1977 "White Noise" (2010年、Captured Tracks)
- Access All Areas (2015年、Edsel)
- 『ヴォリューム、コントラスト、ブリリアンス…VOL.2 / アンリリースト・アンド・レア』 - Volume, Contrast, Brilliance (Unreleased & Rare, Vol. 2) (2016年、Tapete)
- 『1979-1985:コンプリート・レコーディングス』 - 1979–1985: Complete Recordings (2018年、Tapete) ※6CD、6LP
- 『リトル・ノイジズ 1990-1995』 - Little Noises 1990–1995 (2020年、Cherry Red) ※5CD

### シングル
- "He's Frank" (1978年)
- "Eine Symphonie des Grauens" (1979年)
- "The Monochrome Set" (1979年)
- "He's Frank" (Slight Return) (1979年)
- "The Strange Boutique" (1980年)
- "405 Lines" (1980年)
- "Apocalypso" (1980年)
- "Ten Don'ts for Honeymooners" (1981年)
- "The Mating Game" (1982年)
- "Cast a Long Shadow" (1982年)
- "The Jet Set Junta" (1983年)
- "Jacob's Ladder" (1984年)
- "Wallflower" (1985年)
- "Killing Dave" (1991年)
- "Forever Young" (1993年)
- "I Love Lambeth" (1995年)
- "Waiting for Alberto" (2012年) ※日本限定盤
- "Iceman" (2015年)
- "Mrs Robot" (2019年)